# Turok: Evolution
Turok: Evolution é um videogame do tipo first-person shooter, desenvolvido e lançado pela Acclaim Entertainment. O jogo foi lançado originalmente para Xbox, porém posteriormente também foram feitas versões para Nintendo GameCube, PlayStation 2, e Game Boy Advance, em 2002. Uma versão para o PC foi lançada em 2003 para o mercado europeu. O jogo foi seguido pelo lançamento de 2008 da série Turok, chamada simplesmente de Turok.